# تضاعف نصف محافظ

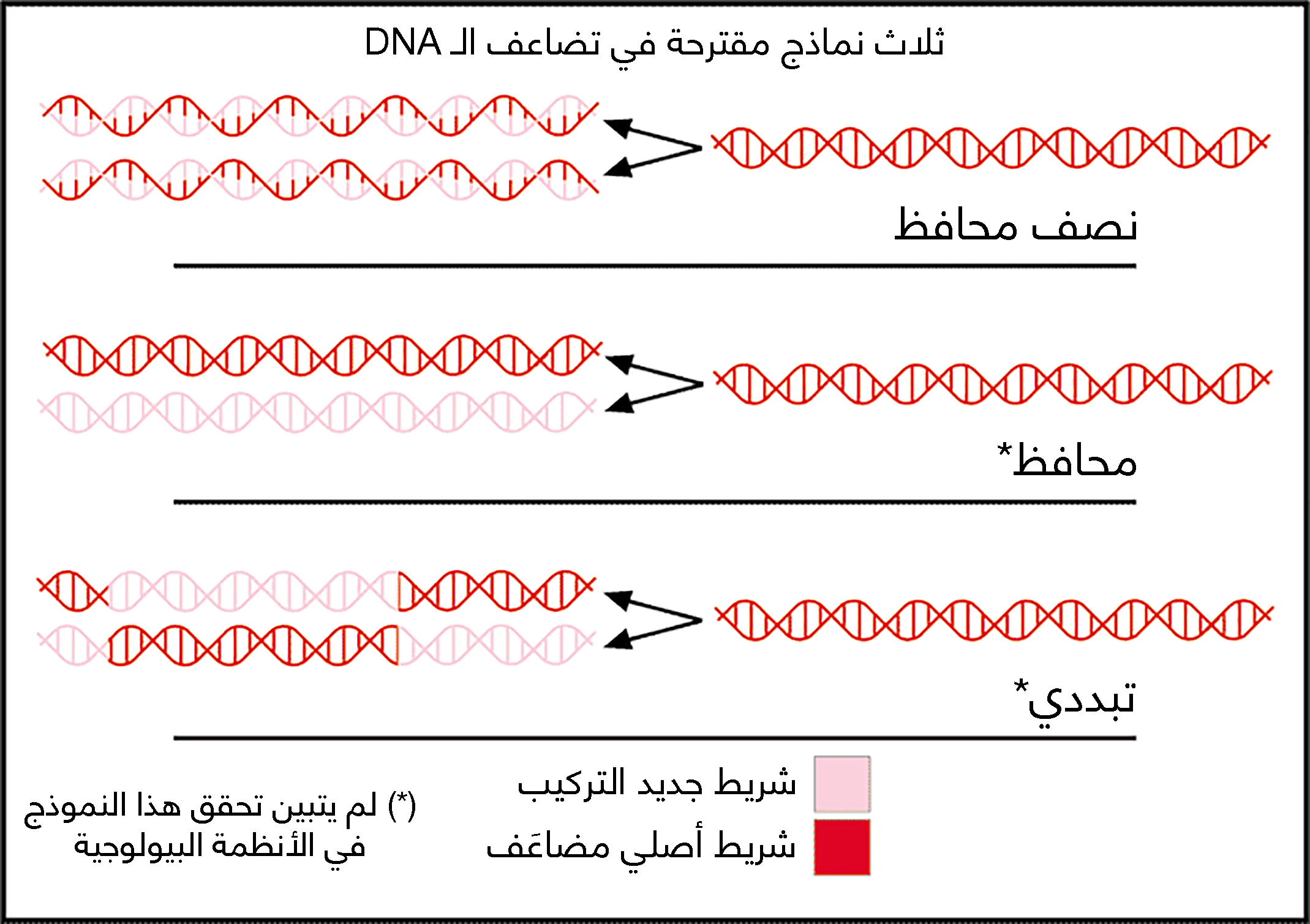
ملخص للفرضيات الثلاث المقترحة في آلية تضاعف الـ DNA

التضاعف نصف المحافظ (بالإنجليزية: Semiconservative replication)‏ هي الآلية التي يتضاعف بها الدنا في جميع الخلايا المعروفة. وقد أخذت اسمها من حقيقة كون الآلية واحدة من ثلاث آليات اقترحت في البداية  لآلية تضاعف الدنا:
- التضاعف نصف المحافظ سينتج نسختين تحتوي كل واحدة منهما على إحدى السلسلتين الأصليتين وواحدة جديدة.
- التضاعف المحافظ سيترك سلسلتي الدنا القالب الأصليتين معا في اللولب المزدوج ويُنتِج نسخة مكونة من سلسلتين جديدتين تحتوي على جميع الأزواج القاعدية الجديدة.
- تضاعف مبعثر: سينتج نسختين من الدنا، كلاهما تحتوي على مناطق محددة مختلطة من السلسلتين القالب والسلسلتين الجديدتين.

اكتشاف بنية الدنا بواسطة واتسون وكريك سنة 1953 أظهر أن كل سلسلة من اللولب المزدوج تعمل كقالب لاصطناع سلسلة جديدة. لكن لم تكن تُعرف طريقة ترابط السلاسل الجديدة بالسلاسل القالب لتشكيل جزيئات لولب دنا مزدوج. بدى النموذج النصف المحافظ الأكثر منطقية لأنه سيسمح لكل سلسلة بنت بالبقاء متصلة مع السلسلة القالب الخاصة بها، وقد تم اقتراحه بواسطة نيكولاي كولتسوف ودعمته تجربة ميسلسون-ستال  وسمحت تجارب أخرى ذات وضوح أكبر بتصَوُّرٍ عبر التصوير بالإشعاع الذاتي لتوَزُّع السلاسل القديمة والجديدة داخل الكرومومسوم المتضاعف.
أكدت أدلة تجريبية ملاحظة خطي تضاعف، مانحة أدلة قوية على نظرية التضاعف نصف المحافظ.

## المعدل والدقة
تم قياس معدل تضاعف الدنا نصف المحافظ لأول مرة في خلية حية عبر قياس معدل استطالة دنا العاثية T4 التي أصابت بكتيريا الإشريكية القولونية. أثناء مرحلة تضاعف الدنا الأسي في درجة الحرارة 37 مئوية، كان معدل استطالة السلسلة 749 نوكليوتيدة في الثانية. معدل التطفر لكل زوج قاعدي في كل مرحلة تضاعف أثناء تضاعف دنا العاثية T4 هو 2.4×10−8  ومنه التضاعف نصف المحافظ دقيق وسريع.